# Paectes praepilata
Paectes praepilata là một loài bướm đêm trong họ Noctuidae.